# 弗倫奇伯勒 (緬因州)
弗倫奇伯勒（英語：Frenchboro）是一個位於美國緬因州漢考克縣的市鎮。

## 人口
根據2020年美國人口普查的數據，弗倫奇伯勒的面積為229.03平方千米，當中陸地面積為12.48平方千米，而水域面積為216.55平方千米。當地共有人口29人，而人口密度為每平方千米0人。